# 테라헤르츠파

테라헤르츠파의 대역

테라헤르츠파는 대기에 강렬하게 흡수되므로 통신 거리가 제한된다.

이 그래프는 상기의 그래프를 보충하는 것으로, 상위 범위의 THz 대역 (1~3 THz)의 대기 전송을 보여 준다.

물리학에서 테라헤르츠파(terahertz waves), 테라헤르츠 방사선(terahertz radiation), 티-선(T-rays)은 0.3~3 테라헤르츠 (THz) 사이의 주파수에 속하는 전자기파이다.

## 개요
테라헤르츠파는 전자기 스펙트럼에서 적외선과 마이크로파 사이에 존재하며 이들의 특성들을 일부 공유한다. 적외선이나 마이크로파처럼 테라헤르츠파도 일직선으로 전파되며 비전이성 방사선에 속한다. 마이크로파처럼 테라헤르츠파는 다양한 절연체 물질들을 관통할 수 있다. 테라헤르츠파는 의류, 종이, 판지, 목재, 조적조, 플라스틱, 세라믹을 관통할 수 있다. 그러나 관통 거리는 일반적으로 마이크로파보다 수준이 더 낮다. 또, 테라헤르츠파는 안개와 연기를 뚫는 데에는 한계가 있으며 액체로 된 물이나 금속을 뚫는 것은 불가능하다.

## 발생 위치
테라헤르츠파는 자연적으로나 인공적으로 발생할 수 있다.

### 자연
테라헤르츠파는 약 10 켈빈 이상의 온도 어느 곳의 위치에서 흑체 방사의 일부로 방사된다. 이 열 방사는 매우 약하지만 이 주파수들을 관찰하는 일은 은하수와 먼 거리의 폭발적 항성생성 은하의 성간매질 내 차가운 10-20K 먼지를 구별하는 데 중요하게 작용한다.

### 인공
2012년 기준으로 테라헤르츠파의 실용적인 발생 위치는 다음과 같다:
- 자이로트론
- 후진파발진관 (BWO)
- 원적외선 레이저 (FIR 레이저)
- 양자 폭포 레이저[2][3][4][5]
- 자유 전자 레이저 발생지
- 싱크로트론 방사 발생지
- 광혼합 발생지
- 테라헤르츠 시간 도메인 분광법에 사용되는 단일 사이클 발생지

## 연구
의학 화상(畵像)
엑스선과 달리 테라헤르츠파는 조직과 DNA에 손상을 입히기에는 광자 에너지가 상대적으로 낮은 편이다. 일부 주파수 대역의 테라헤르츠파는 수분 함량이 적은 조직(이를테면 지방 조직)을 수 밀리미터 정도 투과했다가 거꾸로 반사할 수 있다. 또, 테라헤르츠파는 특정 조직의 수분 함유량과 밀도 차이를 탐지할 수도 있다. 일부 기법들을 이용하면 인체에 손상을 입히거나 고통을 주지 않는 차원에서 상피암을 효율적으로 발견해낼 수 있다. 일부 주파수 대역의 테라헤르츠파는 치아의 3차원 화상을 촬영하는 데 사용할 수 있으며 전통적인 엑스선 촬영과 견주어 더 정교한 편이다.
보안
테라헤르츠파는 섬유와 플라스틱을 투과할 수 있으므로 먼 거리에서 특정인이 숨긴 무기를 찾아낼 목적으로 보안 검색과 같은 감시 분야에 활용할 수 있다.

## 참조
1. ↑  JLab generates high-power terahertz light 보관됨 2010-11-17 - 웨이백 머신 Retrieved 12 May 2010.
2. ↑  
Köhler, Rüdeger; Alessandro Tredicucci, Fabio Beltram, Harvey E. Beere, Edmund H. Linfield, A. Giles Davies, David A. Ritchie, Rita C. Iotti, Fausto Rossi (2002년 5월 9일). “Terahertz semiconductor-heterostructure laser”. 《Nature》 417: 156–159. Bibcode:2002Natur.417..156K. doi:10.1038/417156a. ISSN 0028-0836. PMID 12000955. 2011년 10월 26일에 확인함.
3. ↑  
Scalari, G.; C. Walther, M. Fischer, R. Terazzi, H. Beere, D. Ritchie, J. Faist (2009년 2월 24일). “THz and sub-THz quantum cascade lasers”. 《Laser & Photonics Review》 3: 45–66. doi:10.1002/lpor.200810030. ISSN 18638899 18638880, 18638899 |issn= 값 확인 필요 (도움말). 2011년 10월 27일에 확인함.
4. ↑  
Lee, Alan W. M.; Qi Qin, Sushil Kumar, Benjamin S. Williams, Qing Hu, John L. Reno (2006). “Real-time terahertz imaging over a standoff distance (>25 meters)”. 《Appl. Phys. Lett.》 89 (14): 141125. Bibcode:2006ApPhL..89n1125L. doi:10.1063/1.2360210. ISSN 0003-6951.
5. ↑  
Fathololoumi, S.; E. Dupont, C.W.I. Chan, Z.R. Wasilewski, S.R. Laframboise, D. Ban, A. Matyas, C. Jirauschek, Q. Hu, H. C. Liu (2012년 2월 13일). “Terahertz quantum cascade lasers operating up to ~200 K with optimized oscillator strength and improved injection tunneling”. 《Optics Express》 20 (4): 3866–3876. Bibcode:2012OExpr..20.3866F. doi:10.1364/OE.20.003866. 2012년 3월 21일에 확인함.

## 같이 보기
- 전신 스캐너